# Castell de Malagastre
El castell de Malagastre és un antic castell de la comarca de la Noguera, al comtat d'Urgell, ubicat al cim de puig d'Antona. Estava, probablement, al terme de Artesa de Segre, prop de Montsonís.

## Descripció
Es tracta d'un edifici de planta rectangular d'uns 350 m2 orientat en direcció nord-sud, a l'interior del qual es distribueixen fins al moment deu àmbits a la planta baixa. Set d'aquests àmbits semblen correspondre a habitacions o estances interior del castell i tres corresponen a torres, una al costat est, una altra al costat oest i l'última al costat nord. La torre nord sembla la part més antiga del castell, i hauria tingut la funció de torre de guaita isolada; a redós d'aquesta primerenca torre s'articularia la resta del castell. L'entrada al castell està situada en l'extrem sud formant un passadís des d'on s'accedeix a les estances a banda i banda del recinte, així com a les escales que pujarien cap a un segon pis. Exteriorment, destaca la façana est, la qual presenta una torre i un important talús, que serviria de reforç en un moment posterior. La defensa d'aquest recinte està formada per una gran muralla que ressegueix el vessant franquejable del turó, de la qual sobresurten set torres. La banda que dona al riu no presenta cap mena de construcció defensiva, fet lògic si tenim en compte que el barranc funciona com a defensa natural.

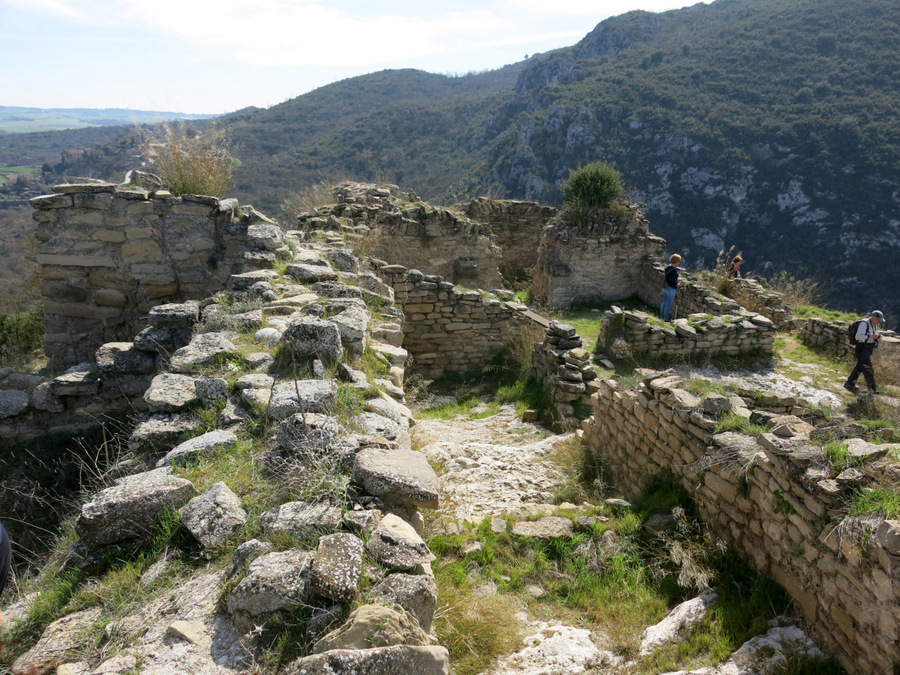
Castell de Malagastre (març 2019)

## Història
Tot i que la documentació atribueix un origen islàmic al castell, la ceràmica que es documenta és bàsicament feudal, concretament del s. XIV. Va ser conquerit per Ramon Borrell, aleshores tutor del seu nebot Ermengol II d'Urgell, que regnava en minoria, als musulmans el 1017, conjuntament amb altres castells de la zona. Ermengol, després, l'hi va reconèixer la submissió al seu fill Berenguer Ramon I. El noble Arnau Mir de Tost va donar el castell en alou a la col·legiata d'Àger.
També és conegut el seu jaciment ibèric que constata l'existència d'un poblat fortificat, que es mantindria actiu des del s. IV fins al s. II aC, i que en molts casos ha quedat afectat per la construcció medieval posterior.